# 和龙站
和龙站（中国朝鲜语：／），位于中华人民共和国吉林省延边朝鲜族自治州和龙市，是和龙铁路、白和铁路、和坪铁路上的火车站，建于1939年，由沈阳铁路局管辖。

## 車站周邊
- 和龙市公安局
- 和龙市检察院
- 和龙市法院
- 和龙市新东小学

## 歷史
- 建于1939年。

## 外部連結
- 中国铁路客户服务中心（页面存档备份，存于）